# Erebia montanus
Erebia montanus är en fjärilsart som beskrevs av De Prunner 1798. Erebia montanus ingår i släktet Erebia och familjen praktfjärilar. Inga underarter finns listade i Catalogue of Life.

## Bildgalleri

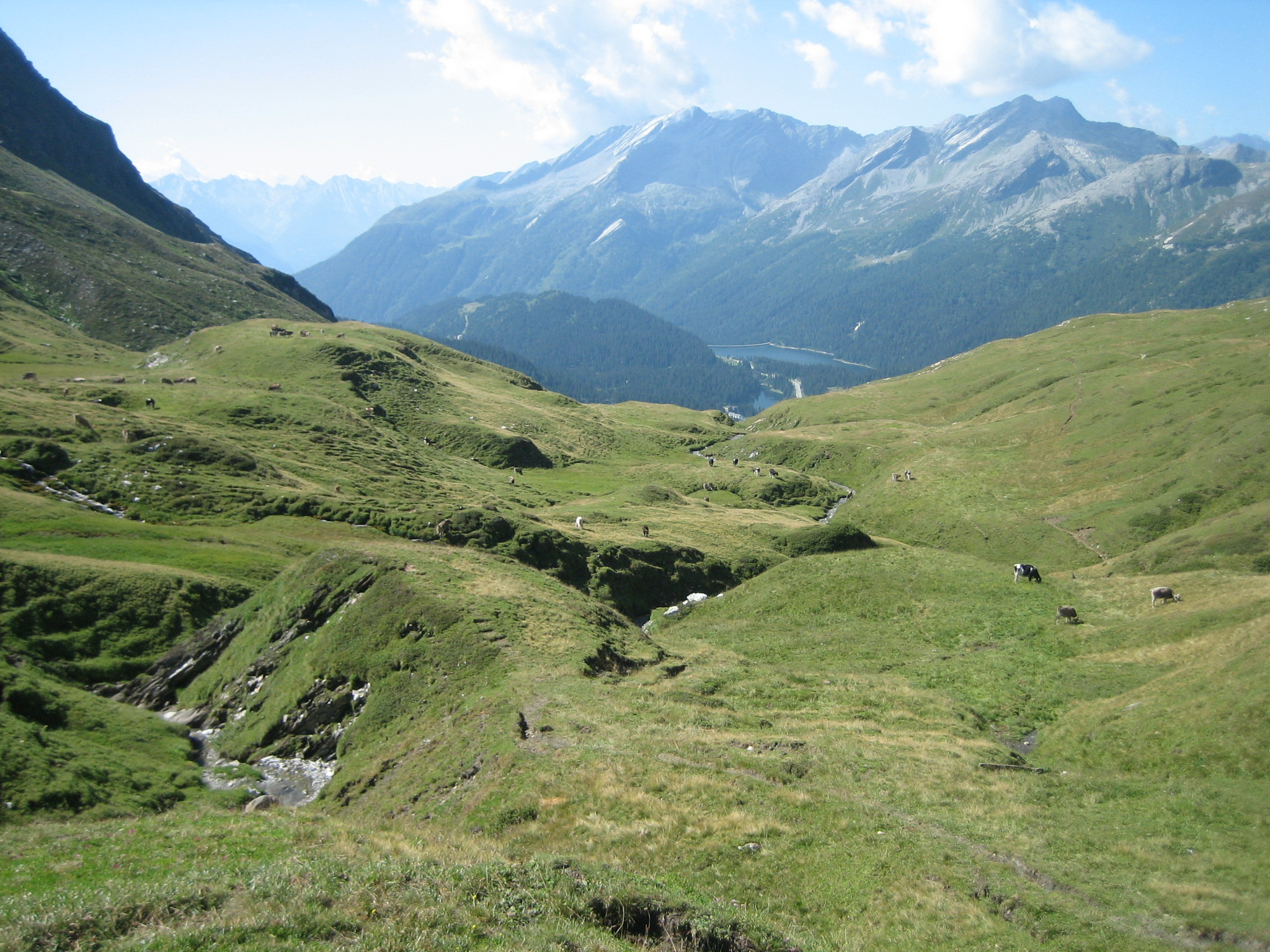